# Tell It Like It Is (álbum de George Benson)
Tell It Like It Is es el séptimo álbum de estudio del guitarrista de jazz nortemericano George Benson y publicado por la discográfica A&M / CTI.
Este trabajo fue grabado en los estudios Van Gelder, ubicados en Nueva Jersey, a lo largo de tres sesiones de grabación en 1969. En ellas participaron diferentes músicos, cuya composición varió según el tema interpretado.

## Antecedentes
Con este álbum, el productor Creed Taylor, quien se había unido a A&M en 1966 y fundado el sello subsidiario de jazz CTI Records en 1967, buscaba presentar a Benson en un formato apto para su difusión radiofónica. Para lograrlo, incorporó al arreglista Marty Sheller, de la banda afrocubana de Mongo Santamaría, quien aportó los ritmos latinos. Además, se seleccionaron temas de duración ajustada (ninguno superior a 3:45 minutos) y se incrementó significativamente el nivel de decibelios.

## Recepción y críticas
Para Richard S. Ginell de AllMusic, «Benson se las arregla para trascender la estridente producción, los ajustados límites de tiempo y todo ello con rellenos de guitarra a menudo brillantemente sabrosos, breves solos de muchos estilos y tres voces cargadas de reverberación.»

## Lista de temas
| #   | Título                            | Compositor/es                              | Duración |
| --- | --------------------------------- | ------------------------------------------ | -------- |
| 1.  | "Soul Limbo"                      | Booker T. & the M.G.'s                     | 3:25     |
| 2.  | "Are You Happy?"                  | Theresa Bell, Jerry Butler, Kenneth Gamble | 2:27     |
| 3.  | "Tell It Like It Is"              | George Davis, Lee Diamond                  | 2:51     |
| 4.  | "Land of 1000 Dances"             | Chris Kenner, Fats Domino                  | 2:48     |
| 5.  | Jackie, All                       | Eumir Deodato                              | 2:14     |
| 6.  | "Don't Cha Hear Me Callin' to Ya" | Rudy Stevenson                             | 3:16     |
| 7.  | "Water Brother"                   | Don Sebesky                                | 2:09     |
| 8.  | "My Woman's Good to Me"           | Billy Sherrill, Glenn Sutton               | 3:14     |
| 9.  | "Jama Joe"                        | George Benson                              | 3:49     |
| 10. | "My Cherie Amour"                 | Stevie Wonder, Henry Cosby, Sylvia Moy     | 3:28     |
| 11. | "Out in the Cold Again"           | Ted Koehler, Rube Bloom                    | 2:41     |

## Créditos
- George Benson – guitarra y voz
- Lew Soloff – trompeta
- Arthur Clarke (temas 1–5), Bob Porcelli (temas 6, 7 y 9), Hubert Laws (temas 6, 7 y 9), Jerome Richardson (temas 1–5, 8, 10 y 11), Joe Farrell (temas 8, 10 y 11), Joe Henderson (temas 8, 10 y 11), Sonny Fortune (temas 1–5) – saxofón
- Rodgers Grant (temas 6, 7 y 9), Richard Tee (temas 1–5, 8, 10 y 11) – piano
- Bob Bushnell (temas 1–5), Jerry Jemmott (temas 1–7 y 9), Jim Fielder (temas 8, 10 y 11) – bajo eléctrico
- Leo Morris - batería
- Paul Alicea, Angel Allende, Johnny Pacheco – percusión
- Marty Sheller – arreglista, dirección

## Producción
- Creed Taylor - productor
- Rudy Van Gelder - ingeniero de sonido
- Fotografía de Portada - Pete Turner
- Diseño el álbum - Sam Antupit